# Pejangkungan (Rembang)
Pejangkungan is een bestuurslaag in het regentschap Pasuruan van de provincie Oost-Java, Indonesië. Pejangkungan telt 2156 inwoners (volkstelling 2010).